# الهادي بن عباس
الهادي بن عباس هو سياسي تونسي وكاتب دولة لشؤون الأمريكيتين وآسيا في حكومة حمادي الجبالي والناطق الرسمي وعضو المكتب السياسي لحزب المؤتمر من أجل الجمهورية.

## المسيرة السياسية
عُين الهادي بن عباس كاتب دولة لشؤون الأمريكيتين وآسيا في حكومة حمادي الجبالي منذ 24 ديسمبر 2011.

## الثروة
قام الهادي بن عباس بالتصريح على الشرف بخصوص ممتلكاته سواء بتونس أو الخارج وهو يملك 20 بالمئة من شركة مقرها في فرنسا يملكها أخيه.